# Heterochelus chiragricus
Heterochelus chiragricus är en skalbaggsart som beskrevs av Carl Peter Thunberg 1818. Heterochelus chiragricus ingår i släktet Heterochelus och familjen Melolonthidae. Inga underarter finns listade i Catalogue of Life.